# Roman Serov

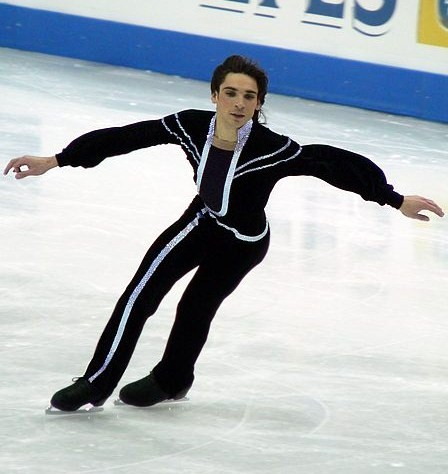
Serov in 2005

Roman Olegovitsj Serov (Russisch: Роман Олегович Серов) (Moskou, 16 december 1976) is een in Rusland geboren Israëlische kunstschaatser.
Serov is actief als individuele kunstschaatser en wordt gecoacht door Ari Zakarian. 
| records             | punten | datum      | toernooi         |
| ------------------- | ------ | ---------- | ---------------- |
| Hoogste totaalscore | 174.42 | 22-10-2004 | SOS America 2004 |
| Hoogste korte kür   | 53.66  | 21-10-2004 | SOS America 2004 |
| Hoogste lange kür   | 114.62 | 22-10-2004 | SOS America 2004 |

| resultaten             | 1999 | 2000 | 2001 | 2002 | 2003 | 2004 | 2005 | 2006 |
| ---------------------- | ---- | ---- | ---- | ---- | ---- | ---- | ---- | ---- |
| Olympische Spelen      | -    | -    | -    | -    | -    | -    | -    |      |
| Wereldkampioenschap    | -    | -    | -    | -    | -    | -    | 19e  | 18e  |
| Europees kampioenschap | -    | -    | -    | -    | -    | -    | 13e  | 22e  |